# Clavus exasperatus
Clavus exasperatus é uma espécie de gastrópode do gênero Clavus, pertencente a família Drilliidae.